# 星空极速
星空极速，是中国电信公司出品的一款ADSL拨号上网软件。

## 特点

星空极速连入网后的截图

- 简单的明文加密技术，对应中國电信服务器的MAC地址绑定，可以防住一般电脑病毒盗号软件对ADSL用户上网密码的直接盗取，方便于电脑新手防范盗取ADSL上网帐号

- 简单的系统诊断与杀毒功能，中國电信方面自称“比优化大师和一些杀毒软件更加容易操作”

- 基本对路由器功能进行了禁止，无法使用共享上网

- 强制用户安装，还有监视用户浏览网页习惯投放其公司广告的流氓软件特征

## 版本
在各省的互联星空网站有下载，最新版本3.2。
历史版本：2.5v16、2.5v18、3.0、3.2

## 流氓软件之说
网民自发组织的“中国反流氓软件联盟”，将中国电信的星空极速告上法院，要求象征性赔偿并停止继续“流氓行为”让装宽带员工不强制用户安装星空极速。
后来中国电信对此作出了几点基本回应。
有网友反应用嗅探的方法破解出真实密码后，可能会导致无法ADSL拨号上网，所以暂不提供破解方法。

## 参看
- 中国电信
- 流氓软件